# Liverpool FC (Uruguay)
Liverpool Fútbol Club kortweg Liverpool FC is een Uruguayaanse voetbalclub uit Montevideo. De club werd opgericht op 12 februari 1915 en werd genoemd naar de stad Liverpool en niet naar de club Liverpool FC. De thuiswedstrijden worden in het Estadio Belvedere gespeeld, dat plaats biedt aan 9.500 toeschouwers. De clubkleuren zijn donkerblauw-zwart.

## Bekende (oud-)spelers
- Nicolás Acevedo
- Jorge Delgado
- Julio Montero